# 郭衍
郭衍（6世纪—611年3月5日），字彦文，自称太原郡介休县（今山西省介休县）人，中国北周、隋朝軍人、政治人物。

## 生平
郭衍少年时骁勇，善骑射。北周陳王宇文純引为左右，累進大都督。北周、北齐对峙，郭衍受命令募天水郡人一千家到東部国境，镇守陝城。任使持節、車騎大将軍、儀同三司。北齐侵攻，郭衍率部下防战，勝利。建德年間，周武帝幸雲陽，議論討伐北齐之策、郭衍志願为先鋒。攻克河陰城，郭衍任儀同大将軍。武帝包围晋州，想到北齐必来援軍，派郭衍跟随陳王宇文純守千里径。武帝与齐後主在晋州进行大規模战斗，郭衍追击北齐軍至高壁，将其击破。平定并州，以功加開府儀同三司，封武強县公，获赐姓叱羅氏。宣政元年（578年），担任右中軍熊渠中大夫。
580年，尉迟迥之乱爆发，郭衍从韦孝宽于武陟作战，進軍相州。尉迟迥敗死，尉迟迥侄尉迟勤、尉迟迥子尉迟惇、尉迟祐逃亡青州。郭衍率精鋭騎兵一千追击，擒获尉迟祐。入济州城，在济北攻击尉迟氏残党，連战击破，杀尉迟惇。超授上柱国，封武山郡公。密劝杨坚杀北周皇室诸王，早行禅代即位，由是与杨坚关系甚密。
581年，隋朝建国，杨坚即位，勅命恢复姓氏郭氏。突厥侵入隋朝北边、郭衍以行军总管率兵镇守平凉，突厥不敢入扰。数年後，召還为開漕渠大監。引渭水经由大興城北，東至潼关，開運河400里。关中利用灌漑用水，名为富民渠。585年，郭衍任瀛州刺史，秋天大雨起洪水，瀛州属县多被水淹没，百姓爬到高樹上避难。郭衍派船搬運糧食救援。隋文帝楊堅赞賞郭衍，提拔他为朔州总管。朔州管轄下恒安鎮，接北方国境，運糧食費劳力。郭衍選出肥沃土地置屯田，年产出剩余粟一万石，百姓免除转输之劳。築桑乾鎮，都被皇帝称赞。590年，从晋王杨广出镇扬州。江南反抗隋朝，郭衍为总管，率精鋭一万人镇守京口。和貴洲之南的叛乱軍作战，生擒其首領，缴获舟楫糧船，以充军实。討伐東陽、永嘉、宣城、黟县、歙县的少数民族，平定江表诸地。任蒋州刺史。
郭衍还善于管理百姓，做地方官时确实能为人父母。然而，他像很多大臣一样，不可避免地卷入政治斗争。郭衍对下属傲慢对上级谄媚。晋王杨广喜欢他，常常招他参加宴会。转任洪州总管。杨广有奪皇太子之位的陰謀，以郭衍为心腹。派遣宇文述告诉他情况。郭衍高兴，说明謀略，如有不成，有割据江南之议。害怕往来引人怀疑，郭衍说妻子有病，晋王妃蕭氏有办法治療。隋文帝于是准许郭衍和妻子到江都可以頻繁往来。郭衍假称桂州俚族反抗，杨广上奏推荐郭衍去討伐。以此为理由改修兵器，養成兵士。太子楊勇被废，杨广入为太子，郭衍回朝为左監門率、左宗衛率。文帝在仁寿宮病重，太子杨广和楊素矫诏，命令郭衍、宇文述率東宮之兵宿衛，禁止出入宮禁。文帝驾崩，杨广即位为隋炀帝，漢王楊諒反叛，京师長安兵力空虚，隋炀帝派郭衍急行回京，守備京城。
605年，郭衍任左武衛大将軍。煬帝幸江都，郭衍統左軍，改授光禄大夫。跟随煬帝征伐吐谷渾，出金山道。郭衍能揣上意，阿谀奉承的做法使他取悦于隋炀帝，却遭到了天下人的讥讽。郭衍常劝煬帝五天一视朝，煬帝赞赏他孝順。大业令颁行，郭衍封爵从例取消。610年，以恩倖，封真定侯。611年，随行江都，于江都病死，追贈左衛大将軍。諡襄。

## 家庭

### 父亲
- 郭崇（担任舍人时，跟从魏孝武帝入关，其后官至侍中）

### 子女
- 郭臻（武牙郎将）
- 郭嗣本（孝昌县令）

## 延伸阅读
[在维基数据编辑]
 《北史·卷074》，出自李延壽《北史》
 《隋書·卷61》，出自魏徵《隋书》